# Henryk Milberg

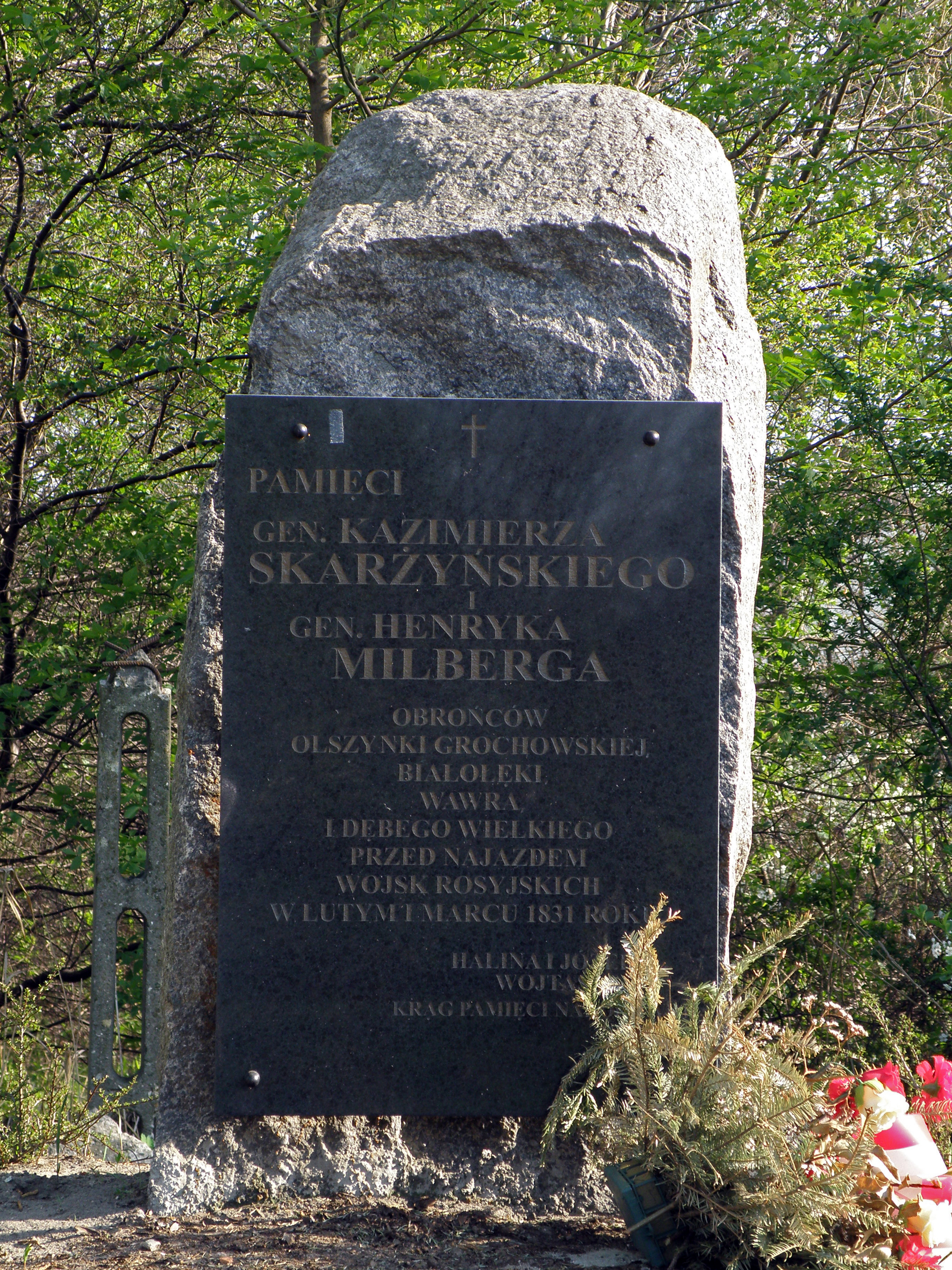
Kamień upamiętniający Henryka Milberga w Alei Chwały na Olszynce Grochowskiej

Henryk Otto Milberg (ur. 1789, zm. 1863) – generał brygady Wojska Polskiego.
Był synem Teodora i Reginy z Krukoszyńskich. W 1800 wstąpił do armii pruskiej. W kampanii napoleońskiej 1806 walczy pod Gdańskiem. Od 1807 w armii Księstwa Warszawskiego i walczył w Hiszpanii pod Saragossą, Tudelą, Saguntem. Był adiutantem gen. Chłopickiego. W kampanii 1812–1813 walczy pod Smoleńskiem, Lipskiem.
Od 1815 w Armii Królestwa Polskiego. W 1817 w stopniu podpułkownika, był podszefem Sztabu Dywizji Gwardii Królewskiej. W 1821 awansował na pułkownika. W 1824 mianowany został szefem sztabu Korpusu Rezerwowego Wojsk. Na tym stanowisku pozostawał do 1830. W tym samym roku awansowany na generała brygady. W powstaniu listopadowym 1831 najpierw przy Sztabie Głównym. Walczył o Olszynkę Grochowską, potem zostaje dowódcą 4 Dywizji Piechoty. Uczestnik walk na przedpolu Pragi. Bronił Warszawy; obecny był przy rozmowach kapitulacyjnych. Po upadku powstania zesłany, powraca w 1833. Pracował w Banku Polskim, a potem został dzierżawcą lasów w Augustowie.
Kawaler Cesarstwa (1812) odznaczony Krzyżem Kawalerskim Legii Honorowej (1809), Krzyżem Złotym Virtuti Militari, a także Znakiem Honorowym za 25 lat nieskazitelnej służby oficerskiej (1830).
Był członkiem loży wolnomularskiej Kazimierz Wielki w 1819/1820 roku.
Jego wnuczką była Józefa Klawerowa, działaczka społeczna i charytatywna.